# В бане (рассказ)
В бане — рассказ Чехова. Написан в 1885 году, как два самостоятельных рассказа — «В бане» и «Брожение умов». Рассказы были впервые опубликованы в 1885 году в журнале «Осколки» № 10, 9 марта и № 42 соответственно, с подписью: А. Чехонте. Объединив рассказ «В бане» с переработанным рассказом «Относительно женихов» в один, состоящий из двух частей, Чехов включил его в издание своих собраний сочинений А. Ф. Маркса.

## Публикации
В мае 1898 года Чехов находился в обстановке всероссийского чествования Белинского. Подготовка к этому мероприятию освещалась во многих литературно-общественных периодических изданиях. Рассказ «В бане» был первоначально написан как два самостоятельных рассказа «В бане» и «Брожение умов», напечатанные впервые в журнале «Осколки», 1885, № 10, 9 марта и «Будильник», 1883, № 42 с подписью А. Чехонте. В пылком длинноволосом и кашляющем человеке, который в парилке обличает невежество и защищает просвещение (рассказ «В бане»), трудно не узнать Виссариона Григорьевича. Рассказ «В бане» с небольшими правками вошел в сборник «Памяти В. Г. Белинского». В сборнике «Памяти В. Г. Белинского» А. Чехов убрал из речи цирюльника бранные слова.
Объединив «В бане» с переработанным рассказом «Относительно женихов» в один рассказ, состоящий из двух частей, Чехов включил его в издание А. Ф. Маркса.
30 марта 1899 года Л. Н. Толстой читал в своей семье рассказы Чехова из сборника «Памяти В. Г. Белинского».
При жизни автора рассказ «В бане» был переведен на болгарский, сербскохорватский и шведский языки.

## Сюжет

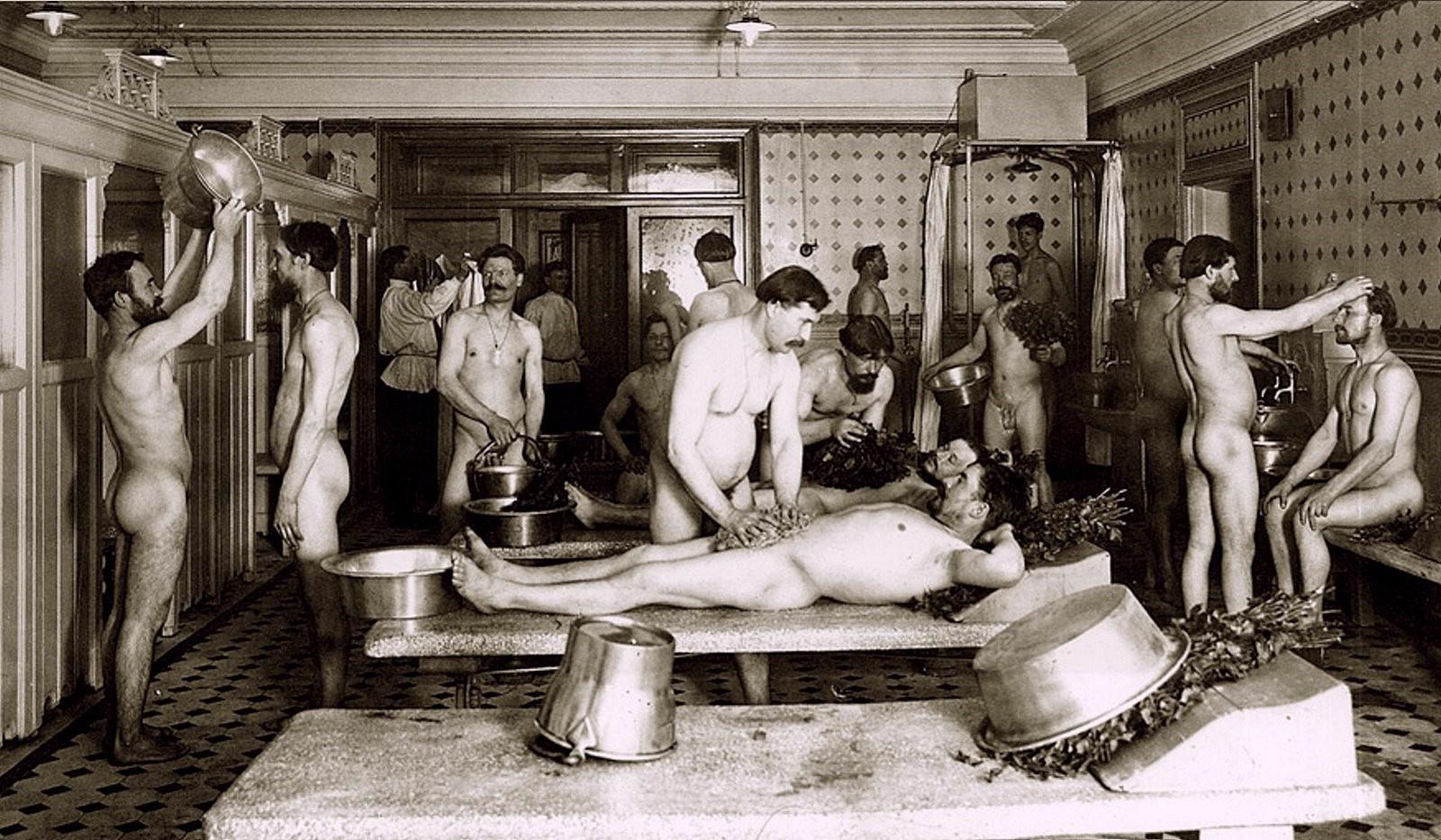
Баня в Санкт-Петербурге, около 1910 г.

В первой части действие рассказа происходит в городской бане. Здесь в парилке собрались толстый белотелый господин, цирюльник Михайло, тощий человек с костистыми выступами на всем теле и длинными волосами. Цирюльник завел разговор о женитьбе, в ходе сравнивал нынешних и прежних невест, сетуя, что «Прежняя невеста желала выйтить за человека, который солидный, строгий, с капиталом, который всё обсудить может, религию помнит, а нынешняя льстится на образованность».
Цирюльник также посетовал, что образованные часто малоимущи, на что тощий человек с длинными волосами возразил: «Беден, да честен!». Затем в беседе были упомянуты писатели, служители церкви. О писателях длинноволосый человек сказал: «Я хотя и не писатель, но не смей говорить о том, чего не понимаешь. Писатели были в России многие и пользу принесшие. Они просветили землю, и за это самое мы должны относиться к ним не с поруганием, а с честью. Говорю я о писателях как светских, так равно и духовных».
Эти его речи привели к тому, что цирюльник вышел в предбанник и попросил послать за Назаром Захарычем, чтобы составить протокол на идейные речи длинноволосого. В конце рассказа выясняется, то человек с длинными волосами — церковный дьякон, почтенный служитель церкви. Узнав об этом, Михайло поклонился дьякону в ноги за то, что подумал, что у него «в голове есть идеи!».
Действующие лица второй части рассказа: Никодим Егорыч Потычкин и Макар Тарасыч Пешкин. Между ними также в бане зашел разговор о женитьбе, женихах, дочке Макар Тарасыча — Даше, о том, какие были у нее женихи.

## Экранизация
Сюжет рассказа использован в фильме режиссёра Михаила Швейцера «Смешные люди!» (1977 год)